# Prostitution en Nouvelle-Zélande
La prostitution en Nouvelle-Zélande est l'activité de prostitution exercée en Nouvelle-Zélande. Elle est légale dans ce pays.

## Histoire

### Prostitution Reform Act 2003
Le Prostitution Reform Act 2003 est une loi du Parlement qui a dépénalisé la prostitution en Nouvelle-Zélande,. La loi a également donné de nouveaux droits aux travailleurs du sexe. Il a attiré l'attention internationale, bien que son accueil ait été mitigé. La loi a abrogé la loi de 1978 sur les salons de massage et les règlements connexes.